# Artemisia lactiflora
Artemisia lactiflora, tên thông thường ngải chân vịt, tan quy, hoặc tăng ki, là một loài thực vật có hoa trong họ Cúc. Loài này được Wall. ex DC. mô tả khoa học đầu tiên năm 1838.